# Fritz Wedel Jarlsberg

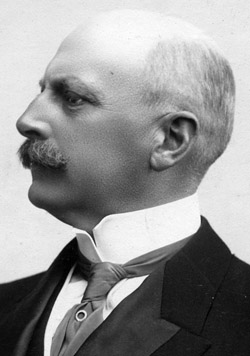
Fritz Wedel Jarlsberg

Fredrik „Fritz“ Hartvig Herman (Baron) Wedel Jarlsberg (* 7. Juli 1855 in Kristiania; † 27. Juli 1942 in Lissabon) war ein norwegischer Jurist und Diplomat. Wedel Jarlsberg begann seine Karriere während der Schwedisch-Norwegischen Union, an deren Auflösung im Jahr 1905 er wesentlich beteiligt war. Er gilt als Norwegens bedeutendster Diplomat im ersten Drittel des 20. Jahrhunderts; unter anderem wurde ihm dreimal das Amt des Außenministers angeboten.

## Leben
Wedel Jarlsberg war der Sohn des Oberkammerherrn und Hofmarschalls Baron Frederik (Fritz) Joachim Wedel Jarlsberg (1819–1880) und der Oberhofmeisterin Baronesse Juliane Wilhelmine Katharina Wedel Jarlsberg (1818–1872). Wie sein Vater, Großvater und Urgroßvater wurde er auf den Namen Fredrik getauft, aber Fritz genannt. Der Baronstitel seiner Familie war in Norwegen bereits vor seiner Geburt abgeschafft worden, jedoch nicht in Dänemark; daher führte Wedel Jarlsberg ihn weiter. Er heiratete am 1. Februar 1883 Alice Louise Thekla von Wagner (1861–1913) und nach dem Tod seiner ersten Frau 1916 Baronesse Mary von André, geb. Palmer (1859–1941).
Nach dem Studium der Rechtswissenschaften, das er 1879 als cand. jur. abschloss, folgte eine lange Karriere im diplomatischen Dienst Schweden-Norwegens und später Norwegens. Wedel Jarlsberg wurde 1879 Gesandtschaftsattaché in Madrid, arbeitete von 1882 bis 1884 als Sekretär im Außenministerium in Stockholm, wurde 1885 Gesandtschaftssekretär in Wien und im folgenden Jahr in London, wo er im Jahre 1889 zum Geschäftsträger ernannt wurde. Von 1891 bis 1897 war er Botschafter in Madrid, ab 1902 in Lissabon und 1905 in Kopenhagen. Nach Auflösung der Union wurde er 1906 erster norwegischer Botschafter in Madrid und Lissabon (bis 1921) und Paris (bis 1930).
Anlässlich der Hochzeit des damaligen Kronprinzen und späteren Königs Olav V. im Jahr 1929 übertrug Wedel Jarlsberg ihm seinen Besitz Skaugum. Nachdem lange Zeit angenommen worden war, dass es sich um ein Hochzeitsgeschenk handelte, wurde 2009 bekannt, dass der damalige König Haakon VII. 120.000 Kronen für das Anwesen gezahlt hatte. Allerdings hatte es einen Schätzwert von 550.000 Kronen.

## Auflösung der Schwedisch-Norwegischen Union

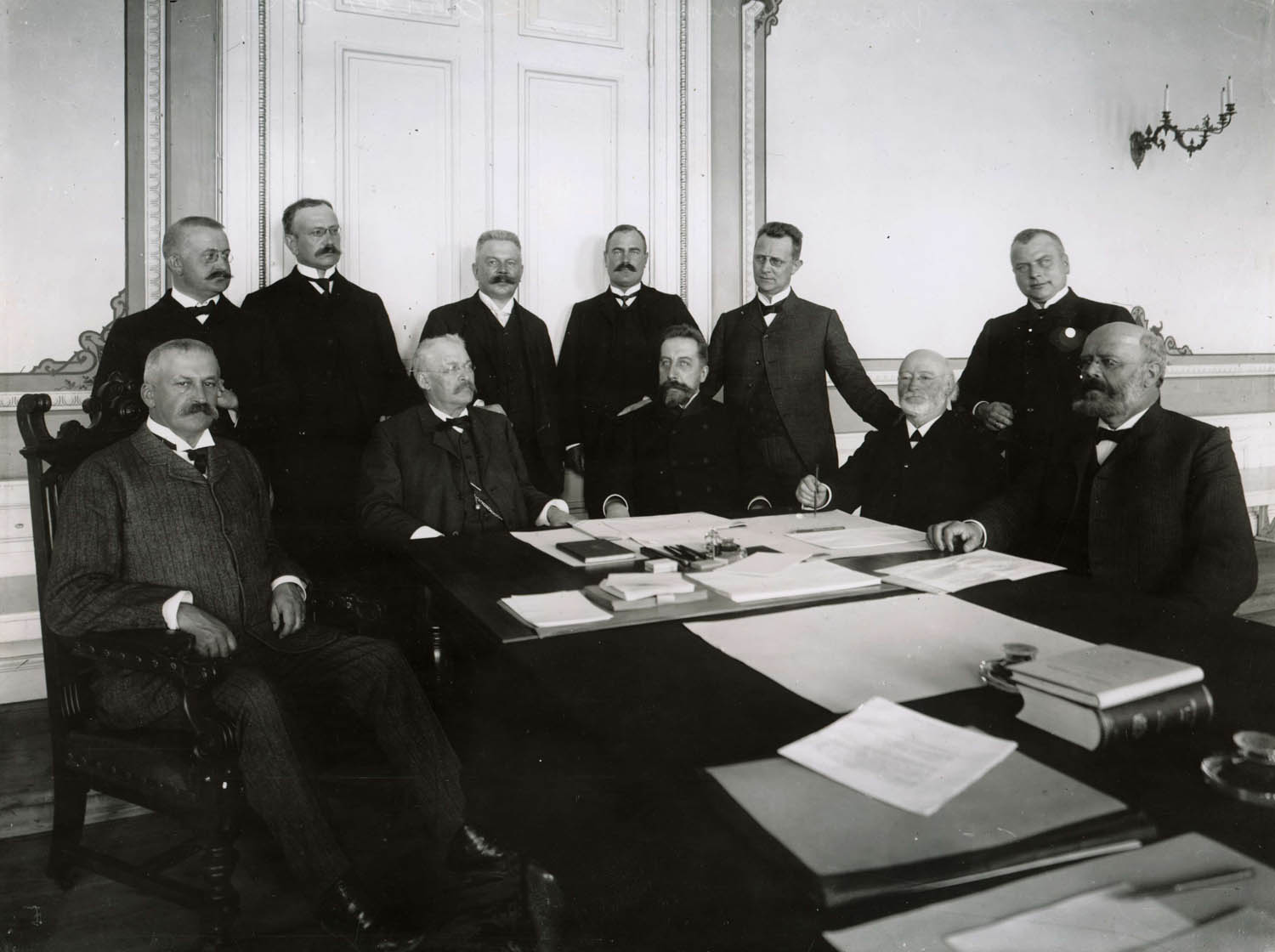
Die schwedisch-norwegischen Unterhändler in Karlstad – Wedel Jarlsberg hinten in der Mitte

Nach der Unabhängigkeitserklärung Norwegens am 7. Juni 1905 schied Wedel Jarlsberg aus dem diplomatischen Dienst Schwedens aus und stellte sich der Regierung von Christian Michelsen zur Verfügung, die ihn nach Kopenhagen entsandte. Während der Verhandlungen zum Vertrag von Karlstad arbeitete er auf ein Eingreifen der Großmächte hin für den Fall, dass die Verhandlungen scheitern sollten. Wedel Jarlsberg spielte auch eine Schlüsselrolle bei den Unterhandlungen mit Prinz Carl von Dänemark, der den norwegischen Thron besteigen sollte, und nutzte, auch ohne offiziellen diplomatischen Status, seine internationalen Kontakte, um dem unabhängigen Norwegen Anerkennung zu verschaffen.

## Spitzbergen-Vertrag
Wedel Jarlsberg war Verhandlungsführer bei der Ausarbeitung des Spitzbergenvertrages 1920 in Paris. In diesem Vertrag wurde Norwegen die Souveränität über die Inselgruppe Spitzbergen zugesprochen. Wedel-Jarlsberg-Land im Südwesten der Insel Spitzbergen ist deswegen nach ihm benannt.

## Auszeichnungen
Wedel Jarlsberg wurde 1892 Ritter des St. Olavs Ordens, 1896 Kommandeur 1. Klasse und 1904 Träger des Großkreuzes. 1925 wurde ihm die höchste Stufe, das Großkreuz mit Ordenskette, verliehen. Er war Inhaber der Königsmedaille von 1906 und der „Kong Haakon VIIs jubileumsmedalje 1905–1930“.
Er erhielt auch eine Reihe von ausländischen Orden:
- Großkreuz des dänischen Dannebrogordens
- Ritter 1. Klasse des Ordens vom Zähringer Löwen
- Großkreuz der französischen Ehrenlegion
- Großkreuz des portugiesischen Ordens unserer lieben Frau von Vila Viçosa
- Großkreuz des portugiesischen Christusordens
- Großkreuz mit Stern des portugiesischen Turm- und Schwertordens
- Großkreuz des spanischen Orden Karls III.
- Großkreuz der spanischen Isabella der Katholischen
- Kommandeur 1. Klasse des schwedischen Nordstern-Ordens
- Rechtsritter des preußischen Johanniterordens
- Österreichischer Orden der Eisernen Krone 3. Klasse

## Werke
- 1932 – Reisen gjennem livet
- 1946 – 1905 : Kongevalget